# Khujner
Khujner là một thị xã và là một nagar panchayat của quận Rajgarh thuộc bang Madhya Pradesh, Ấn Độ.

## Địa lý
Khujner có vị trí 23°47′B 76°36′Đ / 23,78°B 76,6°Đ Nó có độ cao trung bình là 531 mét (1742 feet).

## Nhân khẩu
Theo điều tra dân số năm 2001 của Ấn Độ, Khujner có dân số 9285 người. Phái nam chiếm 52% tổng số dân và phái nữ chiếm 48%. Khujner có tỷ lệ 58% biết đọc biết viết, thấp hơn tỷ lệ trung bình toàn quốc là 59,5%: tỷ lệ cho phái nam là 70%, và tỷ lệ cho phái nữ là 45%. Tại Khujner, 18% dân số nhỏ hơn 6 tuổi.